# Regeringen Monrad
Regeringen Monrad var Danmarks regering 31. december 1863 – 11. juli 1864.
Ændringer: 8. januar, 24. januar, 10. maj, 18. maj
Den bestod af følgende ministre:
- Konseilspræsident og Finansminister: D.G. Monrad
- Udenrigsminister:

D.G. Monrad til 8. januar 1864, derefter
G.J. Quaade (D.G. Monrad vikarierede fra 3. april til 6. juli)
- Indenrigsminister:

C.L.V.R. Nutzhorn til 10. maj 1864, derefter
H.R. Carlsen
- Justitsminister: A.L. Casse
- Minister for Kirke- og Undervisningsvæsenet: C.T. Engelstoft
- Krigsminister:

C.C. Lundbye til 18. maj 1864, derefter
C.E. Reich
- Marineminister: O.H. Lütken
- Minister for Slesvig:

C.F. Simony til 24. januar 1864, derefter
C.G.W. Johannsen
- Minister for Holsten og Lauenborg: D.G. Monrad